# Sidi Aamar
Sidi Aamar fut, avec Djedi Omri, descendant comme lui de tribus Almoravides venues du Sud saharien, un fondateur d'écoles religieuses actives au XIXe siècle (Ouled Bou Karma, Ouled Si Khlifa  entre autres) qui disparuerent avec la colonisation française. Il est parfois considéré comme un saint musulman.